# De Hoop (Dokkum)
De Hoop is een windmolen in Dokkum uit 1849. De achtkante bovenkruier is een stellingmolen. De functie is korenmolen.
Eigenaar is de Stichting Monumentenbehoud Dongeradeel. De Hoop is een van de twee molens die Dokkum rijk is. De andere molen is de Zeldenrust. Beide molens staan op de bolwerken.